# لوکا ماسو
لوکا ماسو (انگلیسی: Luca Masso؛ زادهٔ ۱۷ ژوئیهٔ ۱۹۹۴) بازیکن هاکی روی چمن اهل بلژیک است که در مسابقات کشوری و بین‌المللی در مجموع برندهٔ ۱ مدال طلا شده‌است.